# خذلان
الخِذْلَان لغةً:
الخِذلان (بكسر الخاء لا بضمها كما يُخطئ بها الكثيرون) مصدر خَذَل يَخْذُل خَذْلًا وخِذْلَانًا، وهو تركك نُصْرة أخيك وعَوْنَه، والخَاذِل: ضدُّ النَّاصر، والتَّخْذِيل: حَمْل الرَّجل على خِذْلَان صاحبه، وتَثْبِيطُه عن نُصْرَته، وأصل هذه المادة يدلُّ على تَرْك الشَّيء والقُعود عنه.
وخِذْلَان الله تعالى للعبد: ألَّا يعصمه مِن السَّيِّئة، فيقع فيها.
والخِذْلَان اصطلاحًا:
قال الرَّاغب: (الخِذْلَان: ترك مَن يُظنُّ به أن ينصرَ نصرَتَه).
وقال النَّوويُّ: (قال العلماء: الخَذْل: ترك الإعانة والنَّصر).
وقال الشوكانيُّ: (الخَذْل: ترك الإغاثة).

## الخذلان في الشرع

### ذمُّ الخِذْلَان في القرآن الكريم
- قال تعالى (في سورة الإسراء): ﴿لَا تَجْعَلْ مَعَ اللَّهِ إِلَهًا آخَرَ فَتَقْعُدَ مَذْمُومًا مَخْذُولًا ۝٢٢﴾ [الإسراء:22].

قال ابن كثير: (مَّخْذُولاً لأنَّ الرَّبَّ تعالى لا ينصرك، بل يَكِلُك إلى الذي عبدت معه، وهو لا يملك لك ضرًّا ولا نفعًا؛ لأنَّ مالك الضرِّ والنَّفع هو الله وحده لا شريك له).
- قال تعالى (في سورة الشمس): ﴿وَنَفْسٍ وَمَا سَوَّاهَا ۝٧ فَأَلْهَمَهَا فُجُورَهَا وَتَقْوَاهَا ۝٨ قَدْ أَفْلَحَ مَنْ زَكَّاهَا ۝٩ وَقَدْ خَابَ مَنْ دَسَّاهَا ۝١٠﴾ [الشمس:7–10].

(قال ابن زيد: جعل فيها ذلك، يعني بتوفيقه إيَّاها للتَّقوى، وخِذْلَانه إيَّاها للفجور.
- قال تعالى (في سورة القيامة):  ﴿كَلَّا بَلْ تُحِبُّونَ الْعَاجِلَةَ ۝٢٠ وَتَذَرُونَ الْآخِرَةَ ۝٢١﴾ [القيامة:20–21].

قال الغزَّالي: (فعبَّر عن المخذولين بقوله تعالى: ((كَلاَّ بَلْ تُحِبُّونَ الْعَاجِلَةَ وَتَذَرُونَ الآخِرَةَ)).
- قال تعالى (في سورة الفرقان): ﴿وَيَوْمَ يَعَضُّ الظَّالِمُ عَلَى يَدَيْهِ يَقُولُ يَا لَيْتَنِي اتَّخَذْتُ مَعَ الرَّسُولِ سَبِيلًا ۝٢٧ يَا وَيْلَتَى لَيْتَنِي لَمْ أَتَّخِذْ فُلَانًا خَلِيلًا ۝٢٨ لَقَدْ أَضَلَّنِي عَنِ الذِّكْرِ بَعْدَ إِذْ جَاءَنِي وَكَانَ الشَّيْطَانُ لِلْإِنْسَانِ خَذُولًا ۝٢٩﴾ [الفرقان:27–29].

قال ابن كثير: (يخذله عن الحقِّ، ويصرفه عنه، ويستعمله في الباطل، ويدعوه إليه).

### ذمُّ الخِذْلَان والنهي عنه في السُّنَّة النبوية
- عن أبي هريرة  قال: قال رسول الله صلى الله عليه وسلم: ((المسلم أخو المسلم، لا يظلمه، ولا يخذله، ولا يحقره)).[9]

قال النَّوويُّ: (وأمَّا: لا يَخْذُله. فقال العلماء: الخَذْل: ترك الإعانة والنَّصر، ومعناه إذا استعان به في دفع ظالم ونحوه، لزمه إعانته إذا أمكنه، ولم يكن له عذر شرعيٌّ).
- وعن معاوية بن قرة  قال: سمعت النَّبيَّ ﷺ يقول: ((لا يزال مِن أمَّتي أمَّة قائمة بأمر الله، لا يضرُّهم مَن خذلهم ولا مَن خالفهم، حتى يأتيهم أمر الله وهم على ذلك)).[10]

قال ملا علي القاري: (... ((مَن خَذَلهم)) أي: مَن ترك عونهم ونصرهم، بل ضرَّ نفسه، وظلم عليها بإساءتها).
- وعن أنس  قال: قال رسول الله صلى الله عليه وسلم: ((انصر أخاك ظالـمًا أو مظلومًا)). قالوا: يا رسول الله، هذا ننصره مظلومًا، فكيف ننصره ظالـمًا؟ قال: ((تأخذ فوق يديه)).[12]

### ذم الخذلان في أقوال العلماء
- عن أنس أنَّ أبا طلحة قال: (غشينا ونحن في مصافِّنا يوم أحد، حدَّث أنَّه كان فيمن غشيه النُّعاس يومئذ، قال: فجعل سيفي يسقط مِن يدي وآخذه، ويسقط مِن يدي وآخذه، والطَّائفة الأخرى -المنافقون- ليس لهم همٌّ إلَّا أنفسهم، أجبن قوم، وأرغبه وأخذله للحقِّ).[13]
- قال الغزَّالي: (فمهما وقع العبد في ذنب، فصار الذَّنب نقدًا، والتَّوبة نسيئة، كان هذا مِن علامات الخِذْلَان)
- وقال أبو عبيدة معمر بن المثنى: (مرَّ قيس بن زهير ببلاد غطفان، فرأى ثروةً وعددًا، فكَرِه ذلك، فقيل له: أيسوؤك ما يسرُّ النَّاس؟ قال: إنَّك لا تدري أنَّ مع النِّعمة والثَّروة التَّحاسد والتَّخاذل، وأنَّ مع القلَّة التَّحاشد والتَّناصر).[14]
- وقال الماوردي: (قال بعض البلغاء: المخْذُول مَن كانت له إلى اللِّئام حاجة).[15]
- قيل لمحمد بن كعب القرظي: ما علامة الخِذْلَان ؟ قال: (أن يستقبح الرَّجل ما كان عنده حسنًا، ويستحسن ما كان عنده قبيحًا).[16]
- وقال الزمخشري: (الخِذْلان مسامرة الأماني، والتَّوفيق رفض التَّواني).[17]

## آثار الخِذْلَان
1- انتشاره بين الناس:
قال صلى الله عليه وسلم: ((مَا مِنْ امْرِئٍ يَخْذُلُ امْرَأً مُسْلِمًا فِي مَوْضِعٍ تُنْتَهَكُ فِيهِ حُرْمَتُهُ، وَيُنْتَقَصُ فِيهِ مِنْ عِرْضِهِ، إِلَّا خَذَلَهُ اللَّهُ فِي مَوْطِنٍ يُحِبُّ فِيهِ نُصْرَتَهُ)).
2- ضعف الإيمان:
قال رسول الله صلى الله عليه وسلم: ((لا يؤمن أحدكم حتى يحب لأخيه ما يحب لنفسه)).
3- سبب للهزيمة:
- قال تعالى (في سورة الأنفال): ﴿يَا أَيُّهَا الَّذِينَ آمَنُوا إِذَا لَقِيتُمُ الَّذِينَ كَفَرُوا زَحْفًا فَلَا تُوَلُّوهُمُ الْأَدْبَارَ ۝١٥﴾ [الأنفال:15]

## صور الخِذْلَان
1- خِذْلان المظلوم:
وقد عدَّها الهيتمي مِن الكبائر، وقال: (الكبيرة السَّادسة والسَّابعة والثَّامنة والتَّاسعة والأربعون والخمسون بعد الثَّلاثمائة: ظُلْم السَّلاطين والأمراء والقضاة وغيرهم مسلمًا أو ذِمِّيًّا بنحو أكل مال أو ضرب أو شتم أو غير ذلك، وخِذلان المظلوم مع القُدْرَة على نصرته، والدُّخول على الظَّلَمة مع الرِّضا بظلمهم وإعانتهم على الظُّلم والسِّعَاية إليهم بباطل).
2- الخِذْلَان في الجهاد:
خِذْلَان المسلمين في الجهاد وعدم نصرتهم صفة مِن صفات المنافقين، قال الله تعالى فيهم (في سورة آل عمران): ﴿وَلِيَعْلَمَ الَّذِينَ نَافَقُوا وَقِيلَ لَهُمْ تَعَالَوْا قَاتِلُوا فِي سَبِيلِ اللَّهِ أَوِ ادْفَعُوا قَالُوا لَوْ نَعْلَمُ قِتَالًا لَاتَّبَعْنَاكُمْ هُمْ لِلْكُفْرِ يَوْمَئِذٍ أَقْرَبُ مِنْهُمْ لِلْإِيمَانِ يَقُولُونَ بِأَفْوَاهِهِمْ مَا لَيْسَ فِي قُلُوبِهِمْ وَاللَّهُ أَعْلَمُ بِمَا يَكْتُمُونَ ۝١٦٧ الَّذِينَ قَالُوا لِإِخْوَانِهِمْ وَقَعَدُوا لَوْ أَطَاعُونَا مَا قُتِلُوا قُلْ فَادْرَءُوا عَنْ أَنْفُسِكُمُ الْمَوْتَ إِنْ كُنْتُمْ صَادِقِينَ ۝١٦٨﴾ [آل عمران:167–168].
وروى الطَّبريُّ بإسناده مرسلًا قال: ((خرج رسول الله ﷺ يعني: حين خرج إلى أحدٍ في ألف رجل مِن أصحابه، حتى إذا كانوا بالشَّوط -بين أحدٍ والمدينة- انخذل عنهم عبد الله بن أبي ابن سلول بثلث النَّاس، فقال: أطاعهم فخرج وعصاني، والله ما ندري علام نقتل أنفسنا هاهنا أيُّها النَّاس؟ فرجع بمن اتَّبعه مِن النَّاس مِن قومه مِن أهل النِّفاق وأهل الرِّيَب، واتبعهم عبد الله بن عمرو بن حرام أخو بني سلمة، يقول: يا قوم أذكِّركم الله أن تخذلوا نبيَّكم وقومكم عندما حضر مِن عدوِّهم. فقالوا: لو نعلم أنَّكم تقاتلون ما أسلمناكم، ولكنَّا لا نرى أن يكون قتال. فلمَّا استعصوا عليه، وأبوا إلَّا الانصراف عنهم، قال: أبعدكم الله أعداء الله، فسيغني الله عنكم، ومضى رسول الله ﷺ)).
3- خذلان الأخ لأخيه عند الحاجة:
قال رسول الله صلى الله عليه وسلم: ((المسلم أخو المسلم، لا يظلمه، ولا يخذله، ولا يحقره)).

## أسباب الخِذْلَان
1. ضعف الإيمان والاستعانة بغير الله.

1. طاعة الكافرين والمنافقين: قال تعالى (في سورة آل عمران): ﴿يَا أَيُّهَا الَّذِينَ آمَنُوا إِنْ تُطِيعُوا فَرِيقًا مِنَ الَّذِينَ أُوتُوا الْكِتَابَ يَرُدُّوكُمْ بَعْدَ إِيمَانِكُمْ كَافِرِينَ ۝١٠٠﴾ [آل عمران:100]
2. ترك التآخي: قال الماورديُّ: (قالت الحكماء: مَن لم يرغب بثلاث بُلِيَ بستٍّ: مَن لم يرغب في الإخوان بُلِيَ بالعداوة والخِذْلَان ..).[22]
3. طاعة الظَّالمين: قال تعالى (في سورة هود): ﴿وَلَا تَرْكَنُوا إِلَى الَّذِينَ ظَلَمُوا فَتَمَسَّكُمُ النَّارُ وَمَا لَكُمْ مِنْ دُونِ اللَّهِ مِنْ أَوْلِيَاءَ ثُمَّ لَا تُنْصَرُونَ ۝١١٣﴾ [هود:113].
4. السعي وراء الدنيا وكراهية الموت.
5. العُجْـبُ: فيتكل المرء على ميزاته وينسى التوكل على الله، وقد قال -جلَّ وعلا-(في سورة التوبة): ﴿لَقَدْ نَصَرَكُمُ اللَّهُ فِي مَوَاطِنَ كَثِيرَةٍ وَيَوْمَ حُنَيْنٍ إِذْ أَعْجَبَتْكُمْ كَثْرَتُكُمْ فَلَمْ تُغْنِ عَنْكُمْ شَيْئًا وَضَاقَتْ عَلَيْكُمُ الْأَرْضُ بِمَا رَحُبَتْ ثُمَّ وَلَّيْتُمْ مُدْبِرِينَ ۝٢٥﴾ [التوبة:25]
6. عدم سداد الرَّأي والجُبْن: قال ابن القيِّم: (وصحَّة الرَّأي لقاح الشَّجَاعَة، فإذا اجتمعا كان النَّصر والظَّفر، وإن قعدا فالخُذْلَان والخيبة).[23]
7. عدم الرِّضا بالقضاء والقدر: قال الماورديُّ: (معاند القَدَر مَخْذُولٌ).[24]
8. قطع الأرحام: قال الماورديُّ: (تعاطف الأرحام، وحميَّة القرابة يبعثان على التَّناصر والألفة، ويمنعان من التَّخاذل والفُرْقة).[25]
9. التَّعلُّق بغير الله عزوجل: قال ابن القيِّم: (فأعظم النَّاس خِذْلَانًا مَن تعلَّق بغير الله، فإنَّ ما فاته مِن مصالحه وسعادته وفلاحه أعظم ممَّا حصل له ممَّن تعلَّق به، وهو معرَّضٌ للزَّوال والفوات. ومثل المتعلِّق بغير الله، كمثل المستظلِّ مِن الحرِّ والبرد ببيت العنكبوت، وأوهن البيوت).[26]
10. القرب مِن السِّفْلَة والبعد عن ذوي الأحساب والمروءات: قال الأبشيهيُّ: (مَن قرَّب السِّفْلَة واطَّرح ذوي الأحساب والمروءات استحقَّ الخُذْلَان).[27]
11. التفرق والاختلاف في الدِّين، قال تعالى (في سورة الأنفال): ﴿وَأَطِيعُوا اللَّهَ وَرَسُولَهُ وَلَا تَنَازَعُوا فَتَفْشَلُوا وَتَذْهَبَ رِيحُكُمْ وَاصْبِرُوا إِنَّ اللَّهَ مَعَ الصَّابِرِينَ ۝٤٦﴾ [الأنفال:46].

## حِكَم وأشعار عن الخِذْلان
- قالوا: ((مَن فاز بفلان فاز بالسَّهم الأخيب.)) ~(تقال لمِن يَخْذُل في وقت الحاجة).[28]
- وقال زيد الخيل:[29]

- وقال الشَّاعر:[30]

## حُكم الخِذْلَان
خِذْلَان المسلم لأخيه المسلم حرامٌ شرعًا، وذلك مثل أن يَقْدِر على دفع عدوٍّ يريد البَطْش به، فلا يدفعه، أو يراه وهو يرتكب مخالفة شرعيَّة ولا ينهاه، وقد عدَّه ابن حجر الهيتمي من الكبائر.
قال المناوي: (خِذْلَان المؤمن حرامٌ شديد التَّحريم دنيويًّا كان مثل: أن يَقْدِر على دفع عدوٍّ يريد البطش به، فلا يدفعه، أو أخرويًّا: كأن يَقْدِر على نُصْحِه مِن غيِّه -بنحو وعظٍ-، فيترك).
لكن ينبغي تقييد وجوب نصرته وتحريم خذلانه بما إذا لم يكن هناك عذر شرعي،
قال النَّوويُّ: (قال العلماء: الخِذْل: ترك الإعانة والنَّصر، ومعناه: إذا استعان به في دفع ظالم ونحوه، لزمه إعانته إذا أمكنه، ولم يكن له عذر شرعيٌّ).